# Sylvester James Gates
Sylvester James Gates Jr. (Tampa, Florida, Estados Unidos, 15 de diciembre de 1950), también conocido como S. James Gates Jr. o Jim Gates, es un físico teórico estadounidense especializado en supersimetría, supergravedad y teoría de supercuerdas. Se retiró como profesor del departamento de física y del Centro de Física Fundamental de la Universidad de Maryland en 2017, y es director del Centro Brown de Física Teórica y profesor de física y matemáticas en la Universidad Brown. Fue catedrático en la Universidad de Maryland y asesor del presidente de Estados Unidos Barack Obama.

## Biografía
Gates, el mayor de cuatro hermanos, nació en Tampa, Florida, hijo de Sylvester James Gates Sr., un militar estadounidense, y Charlie Engels Gates. Su madre murió cuando él tenía 11 años. Cuando su padre se volvió a casar, su nueva madrastra, profesora de profesión, se llevó libros a la casa e insistió en la importancia de la educación. La familia se mudó muchas veces durante la infancia de Gates hasta que se asentaron en Orlando, donde asistió al Jones High School, la cual fue su primera experiencia en una escuela segregada. Comparando la calidad de su escuela con las escuelas blancas cercanas, afirmó que «entendí bastante rápido que las cartas estaban realmente en nuestra contra». No obstante, el curso de física que recibió allí despertó su interés en el campo, especialmente en su lado matemático. Ante la insistencia de su padre, solicitó la admisión en el MIT.
Gates completó dos títulos de grado en el MIT, en matemáticas y en física en 1973, así como un doctorado en 1977. Su tesis doctoral fue la primera sobre supersimetría en el MIT. Junto con Marcus Grisaru, Martin Roček y Warren Siegel, fue coautor de Superspace, or One thousand and one lessons in supersymmetry (1984), el primer libro completo sobre supersimetría.
Gates es miembro de la junta directiva de la Society for Science & the Public y es activo en la divulgación científica.
Fue profesor visitante en el MIT entre 2010 y 2011 y académico residente en el Simmons Hall. Realiza investigación en teoría de cuerdas, supersimetría y supergravedad en la Universidad Brown. Más recientemente, ha trabajado en símbolos adinkra, una técnica de teoría de grafos para estudiar teorías de representación supersimétricas.
En 2018, Gates fue elegido en la línea presidencial de la American Physical Society. Comenzó sirviendo como vicepresidente en 2019 para convertirse en presidente en 2021.

## Premios y reconocimientos
El 1 de febrero de 2013, Gates recibió la Medalla Nacional de Ciencia. En 2013, fue elegido miembro de la Academia Nacional de Ciencias.
Gates fue nominado por el Departamento de Energía de Estados Unidos como uno de los Nifty Fifty Speakers en el USA Science and Engineering Festival para presentar su trabajo y su carrera a estudiantes de instituto en octubre de 2010. El 5 de diciembre de 2016, fue ponente en el Congreso Cuatrienal de Física de 2016, la mayor reunión de estudiantes de física hasta el momento.

## Apariciones en medios
Gates ha aparecido en anuncios de TurboTax y Verizon, y en los programas de Nova en la PBS, especialmente en «The Elegant Universe» (2003). Completó una serie de DVD titulada Superstring Theory: The DNA of Reality (2006) para The Teaching Company, consistente en 24 charlas de media hora para hacer las complejidades de la teoría de la unificación comprensibles para espectadores no especializados. Durante el World Science Festival de 2008, Gates narró el ballet «The Elegant Universe», donde dio una presentación pública de las formas artísticas conectadas con su investigación científica. Apareció en el Isaac Asimov Memorial Debate: The Theory of Everything, presentado por Neil DeGrasse Tyson. También participó en el documental de la BBC The Hunt for Higgs en 2012. Gates apareció también en otro documental de Nova, «Big Bang Machine», en 2015.